# Mont Aylmer
Pour l’article homonyme, voir Mont Aylmer (Estrie).
Le mont Aylmer, en anglais : Mount Aylmer, est une montagne située dans le parc national de Banff dans la province d'Alberta, au Canada. Avec une altitude de 3 162 m, il est le point culminant du chaînon Palliser et de tous les chaînons East Banff dans les Rocheuses canadiennes. Le sommet est nommé en 1890 par J.J. McArthur d'après sa ville d'origine Aylmer.